# Constanze Peres
Constanze Peres (* 9. März 1957 in Koblenz) ist eine deutsche Philosophin und Hochschullehrerin für Philosophie. Von 1994 bis zu ihrer Emeritierung im April 2023 war sie Professorin für Philosophie/Ästhetik an der Hochschule für Bildende Künste Dresden, wo sie weiterhin philosophische Lehrveranstaltungen anbietet. Ihre Arbeitsgebiete liegen in der Philosophischen Ästhetik mit besonderem Schwerpunkt auf der analytischen Ästhetik sowie in der Erforschung von G. W. Leibniz und A. G. Baumgarten.

## Leben und Wirken
Von 1975 bis 1982 studierte Peres Philosophie, Theater- und Musikwissenschaft sowie Kunstgeschichte an der Ludwig-Maximilians-Universität München, der Universität Zürich und an der Hochschule für Philosophie S.J. München, wo sie 1977 ihr Bakkalaureat in Philosophie ablegte. 1982 wurde sie an der Ludwig-Maximilians-Universität München mit einer Dissertation zum Begriff der Handlung in Hegels Ästhetik zum Dr. phil. in Philosophie promoviert. Ab 1983 hatte sie Lehraufträge in Philosophie an der Hochschule für Philosophie und der Ludwig-Maximilians-Universität München. Neben ihrer wissenschaftlichen Tätigkeit arbeitete sie 1983–1986 als freie Mitarbeiterin für den Bayerischen Rundfunk und die Süddeutsche Zeitung zu Themen aus den Bereichen Philosophie, Kunst- und Geisteswissenschaften, von 1984 bis 1985 in Rom. 1987–1990 erhielt sie ein Forschungsstipendium der DFG. Nach der Geburt ihres Sohnes 1990 übernahm Peres ab 1991 Lehraufträge in Philosophie an der Technischen Universität Dresden und der Hochschule für Bildende Künste Dresden. Dort erhielt sie 1994 einen Ruf auf die Professur für Philosophie/Ästhetik. Seit 1997 ist sie Mitherausgeberin der Hochschulreihe „Phantasos. Schriftenreihe für Kunst und Philosophie der Hochschule für Bildende Künste Dresden“, von der bisher elf Bände erschienen sind (s. a. Rainer Beck (Kunsthistoriker)).  Neben ihrer Philosophieprofessur leitete sie von 1995 bis 1996 kommissarisch den Aufbaustudiengang Kunsttherapie an der Hochschule für Bildende Künste Dresden. Sie war mehrere Jahre Mitglied des akademischen Senats und Leiterin des Konzils; seit 2009 ist sie Mitglied des Hochschulrates. Sie ist Mitglied der Deutschen Gesellschaft für Philosophie (DGPhil), der Deutschen Gesellschaft für Ästhetik (DGAe) und der Gottfried Wilhelm Leibniz Gesellschaft; seit vielen Jahren ist sie als Gutachterin für die DFG tätig. 2014–16 war sie Mitglied des wissenschaftlichen Beirates des Themenjahres 2015|16 „Leibniz – Vision als Aufgabe“ der Berlin-Brandenburgischen Akademie der Wissenschaften. Zum Abschluss dieses Themen-Jahres konzipierte sie die interdisziplinäre Konferenz „Wie entsteht Neues? Analogisch Denken in Wissenschaft und Kunst - Leibniz' Idee der Erfindung“.

## Forschung
Peres‘ philosophischer Schwerpunkt liegt in der Philosophischen Ästhetik und der Erarbeitung ihrer ontologischen und semantischen Grundlagen. Geprägt von Nelson Goodmans Symboltheorie vertritt sie eine kognitivistische Position der Ästhetik, wonach sowohl ästhetische Erfahrungen und Bewertungen als auch künstlerische Prozesse und ihre Resultate unhintergehbare Modi der kognitiven Welterschließung darstellen. Auf der Grundlage einer non-substantialistischen Ontologie, wofür sie sich auf so unterschiedliche philosophische Systementwürfe wie die von Lorenz B. Puntel und Gottfried W. Leibniz bezieht, fasst sie Relationen, Sachverhalte, Perzeptions- und Symbolisierungsprozesse als basale Entitäten auf. Davon ausgehend entwickelt Peres ihre philosophische Konzeption, die sie als ontosemantische Ästhetik bezeichnet.
Im Rahmen einer Ontologie des Kunstwerks bestimmt sie den Seinsstatus von künstlerischen Hervorbringungen als grundsätzlich relational, symbolisierend und prozessual-kommunikativ. Sie sind in dieser Konzeption als kreative Entwürfe zu verstehen, die erst in dem jeweiligen ästhetischen Erleben und Interpretieren durch konkreative Rezipienten als Kunstwerke verwirklicht werden.
Schönheit stellt Peres als den zentralen und umfassenden ästhetischen Wert heraus. Dabei verfolgt sie das Ziel, Schönheitsurteile und andere ästhetischen Bewertungen als nicht nur valuative, sondern teil-deskriptive und damit kognitiv relevante Sätze zu statuieren. In diesem Rahmen erweitert sie den meist schwerpunktmäßig objektivistischen oder subjektivistischen ästhetischen Dispositionalismus zu der dispositionalen Korrelation von ästhetisch disponierten Objekten und korrespondierend disponierten Subjekten. Wenn diese Interdependenzrelation von ästhetisch evozierungsfähigen Objekten und ästhetisch empfänglichen Subjekten je situativ verwirklicht wird, ist sie das, worauf sich das betreffende Schönheitsurteil „x ist schön“ bezieht, also dessen truthmaker.
In jüngerer Zeit hat sich Peres zudem mit dem Begriffsfeld Neuheit – Kreativität – Analogie, auch in Bezug auf Leibniz’ Kombinatorik, auseinandergesetzt. Neues wird danach als Neu-Kombination von prinzipiell bekannten Komponenten aufgefasst, wobei zufällige Prozesse eine graduell konstitutive Rolle in kreativen Prozessen und ihren Erzeugnissen spielen.
Ihr Schwerpunkt in der Philosophiegeschichte liegt nach früheren Studien zu Georg W. F. Hegel und den Frühromantikern im 17. und 18. Jahrhundert. Hier befasst sich Peres vorrangig mit der Metaphysik, Erkenntnistheorie und Semiotik von Gottfried Wilhelm Leibniz, besonders dessen Kontinuitätsprinzip und Kombinatorik. Unter den Nachfolgern von Leibniz gilt ihr besonderes Interesse Alexander Gottlieb Baumgarten, dem Begründer der philosophischen Ästhetik. Seit 2001 arbeitet Peres an der Erforschung, vollständigen Übersetzung aus dem Lateinischen und ausführlichen Kommentierung der Aesthetica Baumgartens wie auch seiner Metaphysica, Acroasis logica, Ethica, Philosophia generalis und Sciagraphia encyclopaediae philosophicae, die in dieser Ausgabe in umfangreichen Auswahlübersetzungen vorgelegt werden. Ein zentraler Interpretationsaspekt ist dabei Baumgartens, auf Leibniz fußende, philosophische Grundlegung der spezifischen Wahrheitsfähigkeit der sinnlichen Erkenntnis und deren Stellenwert sowohl für die ästhetische und künstlerische Welterfassung als auch für jede empirische Erkenntnis und Wissenschaft.

## Publikationen und (Mit)Herausgeberschaften in Auswahl
- Die Struktur der Kunst in Hegels Ästhetik. Bonn : Bouvier 1983, ISBN 978-3-416-01733-6
- Empfindung und Reflexion. Ein Problem des 18. Jahrhunderts (Münchner Beiträge zur Geschichte und Theorie der Künste). Hg. mit Hans Körner, Reinhart Steiner, Ludwig Tavernier, Bd. 1. Hildesheim / Zürich / New York : Olms 1986, ISBN 978-3-487-07845-8
- Die Trauben des Zeuxis. Formen künstlerischer Wirklichkeitsaneignung (Münchner Beiträge zur Geschichte und Theorie der Künste, 1986–1990), Bd. 2. Hg. mit Hans Körner, Reinhart Steiner, Ludwig Tavernier. Hildesheim / Zürich / New York : Olms 1990, ISBN 978-3-487-09396-3
- Erneuerung als Tradition. 100 Jahre Dresdner Kunst und Kunstakademie im (inter)nationalen Zusammenhang. Hg. mit Diether Schmidt. Dresden : Verlag der Kunst 1997, ISBN 978-3-86530-014-0
- Phantasos. Schriftenreihe für Kunst und Philosophie der Hochschule für Bildende Künste Dresden. Hg. mit Rainer Beck. Bisher 11 Bände. Dresden/Amsterdam: Verlag der Kunst (Philo Fine Arts) 1997–2004; München/Paderborn : Fink/Brill 2007–2020, ISSN 2629-7841
- Antizipation in Kunst und Wissenschaft. Ein interdisziplinäres Erkenntnisproblem und seine Begründung bei Leibniz. Hg. mit Friedrich Gaede. Tübingen : Francke 1997, ISBN 978-3-7720-2176-3
- Wahrheit – Sein – Struktur. Auseinandersetzungen mit Metaphysik. Hg. mit Dirk Greimann. Hildesheim / Zürich / New York : Olms 2000, ISBN 978-3-487-11306-7
- Wie entsteht Neues? Analogisch denken, Kreativität und Leibniz’ Idee der Erfindung. Hg. u., eingel. v. C. Peres. München : Fink (Phantasos XI) 2020, ISBN 978-3-7705-6527-6